# Bernhard Bennedik

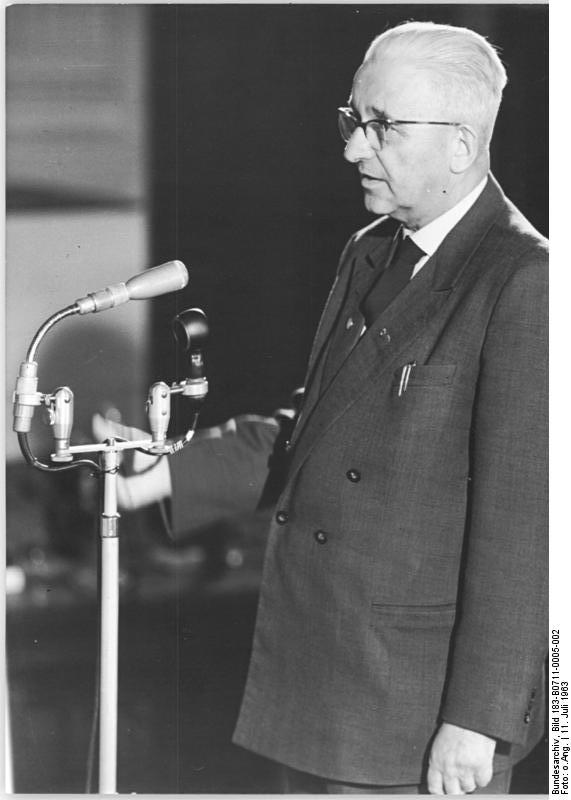
Bernhard Bennedik als Zeuge beim Globke-Prozess 1963 in Ostberlin

Bernhard Bennedik (* 15. Mai 1892 in Hamburg; † 15. Juli 1973 in Ost-Berlin) war ein deutscher Gesangslehrer. Er war Leiter der Hochschule für Musik Berlin (1945–1948) und der Hochschule für Theater und Musik Halle (1949–1952).

## Leben
Bernhard Bennedik stammte aus Hamburg. Sein Bruder war der Musikpädagoge Frank Bennedik (1890–1939). Am Kölner Konservatorium studierte er Gesang. Im Ersten Weltkrieg diente er als Soldat. Danach war er als Gesangslehrer tätig.
Nach der „Machtergreifung“ der Nationalsozialisten 1933 wurde er wegen seiner jüdischen Herkunft kurzzeitig verhaftet und erhielt Berufsverbot. Nach eigenen Angaben war er für zehn Jahre als Kaufmann tätig. So betrieb er in Köln um 1938 ein Schreibwarengeschäft. Bennedik trat im Frühjahr 1937 der Vereinigung 1937 bei, einer Organisation, die sich nach den Nürnberger Gesetzen für die Belange sogenannter „jüdischer Mischlinge“ einsetzte. Er leitete deren Bezirksgruppe Rhein-Ruhr. 1940 tauchte sein Name im Machwerk Lexikon der Juden in der Musik von Herbert Gerigk und Theophil Stengel auf. Beim Globke-Prozess vor dem 1. Strafsenat des Obersten Gerichts der DDR 1963 trat Bennedik als Zeuge auf.
Von 1945 bis 1948 wurde er durch den Magistrat von Groß-Berlin als „Beauftragter für den Wiederaufbau der Hochschule für Musik“ (HfM) in Berlin-Charlottenburg und somit geschäftsführender Direktor eingesetzt. Der US-amerikanischen Besatzungsmacht galt Bennedik als unbelasteter Gegner des NS-Regimes. Bennediks Schwippschwager Fritz Stein, von 1933 bis 1945 Direktor der Musikhochschule, versuchte auf ihn mehr schlecht als recht Einfluss zu nehmen. Im Sommer 1945 stellte Bennedik ein Konzept für den Aufbau einer städtischen Musikhochschule auf, in der die HfM mit dem Städtische Konservatorium vereinigt werden sollte. Er präferiere ein Modell der demokratischen Selbstverwaltung. Das Papier stellte in der Lehre die Pflege zeitgenössischer und ausländischer Musik, das kammermusikalische Ensemblespiel und die Zusammenarbeit mit dem Rundfunk in den Mittelpunkt. Aufgrund des kriegsbedingten Mangels an Unterrichts- und Arbeitsmaterialien schlug er dem Magistrat darüber hinaus die Beschlagnahmung von Instrumenten ehemaliger NSDAP-Mitglieder vor. 1946/47 ließ er in anderen deutschen Städten Bücher, Noten und Musikinstrumente erwerben. Dennoch wurde Bennedik von Beginn an fachlich kritisiert, etwa von Paul Höffer, der selbst Ambitionen auf das Direktorenamt hatte. Als Konkurrenzeinrichtung eröffnete dieser Anfang 1946 zusammen mit Josef Rufer, Boris Blacher und Hans Heinz Stuckenschmidt das moderner ausgerichtete, aber nur gut zwei Jahre bestehende Internationale Musikinstitut (IMI) in Berlin-Zehlendorf. Jene Einrichtung wurde auch zu einer neuen Heimat für Professoren aus der NS-Zeit wie Paul Höffer und Heinz Tiessen, die durch die Personalpolitik Bennediks an der HfM keinen Fuß fassen konnten. Bennedik gehörte zu den Gründungsmitgliedern des „Kulturbundes zur demokratischen Erneuerung Deutschlands“ und war von 1945 bis 1947 unter Johannes R. Becher ein Präsidialratsmitglied. Unter anderem sprach er sich für die Wiedervereinigung Deutschlands aus. Seine Schrift Musik und Volk wurde 1946 vom Zentralsekretariat der SED herausgegeben. Außerdem war er Mitglied des „Zentralen Kulturausschusses“ der Partei zur Koordinierung der Kulturarbeit der Viersektorenstadt. Kulturpolitische Spannungen führten letztendlich zum 31. März 1948 zu Bennediks Rücktritt als geschäftsführender Direktor.
Danach war er in der Sowjetischen Besatzungszone tätig, wo er für wenige Monate das Musikpädagogische Institut der Friedrich-Wilhelms-Universität in Ost-Berlin leitete. Nach Differenzen um die Schulmusikausbildung wurde er zum 1. September 1948 an die Universität Halle abberufen. Ab 1949 war er als Nachfolger von Hans Stieber Direktor der Staatlichen Hochschule für Theater und Musik Halle. Er gab Gesangs- und stimmwissenschaftlichen Unterricht. Wohl aus politischen Gründen wurde 1952 Alfred Hetschko zu seinem Nachfolger berufen.
1967 wurde er mit der Johannes-R.-Becher-Medaille in Gold des Kulturbundes ausgezeichnet. 1972/73 war er Ehrenpräsident des Kulturbundes der DDR. Bennedik war auch Träger der Dr.-Theodor-Neubauer-Medaille in Gold.